# Diepling (Altenmarkt an der Alz)
Diepling ist ein Gemeindeteil von Altenmarkt an der Alz im oberbayerischen Landkreis Traunstein. Die Einöde liegt circa zwei Kilometer südlich von Altenmarkt.

## Bevölkerungsentwicklung
| Jahr      | 1871 | 1925 | 1950 | 1970 | 1987 |
| Einwohner | 14   | 13   | 23   | 17   | 14   |

## Baudenkmäler
Siehe auch: Liste der Baudenkmäler in Diepling
- Hofkapelle des zugehörigen Wastl-Hofes, um 1860/70